# Multifeed
Multifeed-Anlagen (oder schielende Anlagen) sind Satellitenempfangsanlagen, die aus einem Spiegel, der Multifeed-Halterung und aus mindestens zwei LNBs bestehen.
Damit ist es möglich, zwei oder mehr Satelliten (z. B. Astra 19,2° Ost und Hotbird 13° Ost) zu empfangen. Pro Satellit wird ein eigener LNB benötigt. Diese werden auf einem Multifeed-Halter befestigt. Dieser kann eine einfache Montageplatte sein. Je nach Satellit muss auch der Abstand zwischen den LNBs entsprechend bemessen werden. Wenn nur zwei Satelliten empfangen werden sollen, kann auch ein Monoblock-LNB verwendet werden. Dieser hat zwei Hörner, welche exakt den Abstand (z. B. 6° oder 3°) auf die zu empfangenden Satelliten haben, und oft auch einen integrierten Multischalter, sodass mehrere Receiver unabhängig voneinander angeschlossen werden können. Der Nachteil von Monoblocks gegenüber echten Multifeed-Anlagen ist, dass der genaue Winkel zwischen den Satelliten (Azimut-Differenz) vom Standort abhängt.
Um zwischen den Satelliten umzuschalten, wird bei einfachen LNBs ein DiSEqC-Umschalter benötigt. Bei Quattro-LNBs wird ein so genannter Multischalter mit Mehrfach-LNB-Eingang benötigt. Monoblock-LNBs haben den Multischalter schon integriert. Früher wurden anstatt DiSEqC-Umschalter auch 22-kHz-Umschalter verwendet. Allerdings wird dieses Signal bei digitalen Anlagen für die Highband/Lowband-Umschaltung verwendet, daher ist bei digital-tauglichen Anlagen DiSEqC unumgänglich.
Gegenüber einer motorisierten Drehanlage hat ein Multifeed-Spiegel den Vorteil, dass beim Umschalten zwischen den Satelliten weder Geräusche noch nennenswerte Verzögerungen entstehen und er mittels Multischalter von mehreren Nutzern unabhängig voneinander genutzt werden kann. Auf der anderen Seite ist so eine Installation jedoch immer ein Kompromiss gegenüber im Zentrum einzelner Spiegel oder einer Drehanlage installierter LNBs. Bei schielender Installation muss man sich entscheiden, auf welchen der Satelliten man den Spiegel fokussiert und welcher Satellit schielend (mit leichtem Verlust an Empfangsleistung) empfangen wird. Üblicherweise fokussiert man den Spiegel auf den leistungsschwächeren Satelliten und empfängt den stärkeren Satelliten schielend. In Mitteleuropa funktionieren in der Praxis Multifeed-Installationen mit fokussierenden Spiegel auf Hot Bird 13° Ost und schielend auf Astra 19,2° Ost bei Spiegeln ab 60 cm Durchmesser sehr gut. Bei schielenden Anlagen wächst der Preis mit der Anzahl der zu empfangenen Satelliten. DiSEqC-Schalter für bis zu 10 Positionen, Multifeed-Halter und LNBs sind für Einteilnehmer-Anlagen günstig erhältlich. Bei kleinen Spiegeln beträgt der minimale Abstand zwischen zwei Satelliten etwa 4,5° und sinkt mit zunehmender Spiegelgröße und kleinerem Breitengrad des Wohnorts. Der Abstand lässt sich auch mit LNBs verringern, welche nur 23 mm Feedhorndurchmesser besitzen anstatt der üblichen 40 mm (früher waren gar 60 mm üblich).

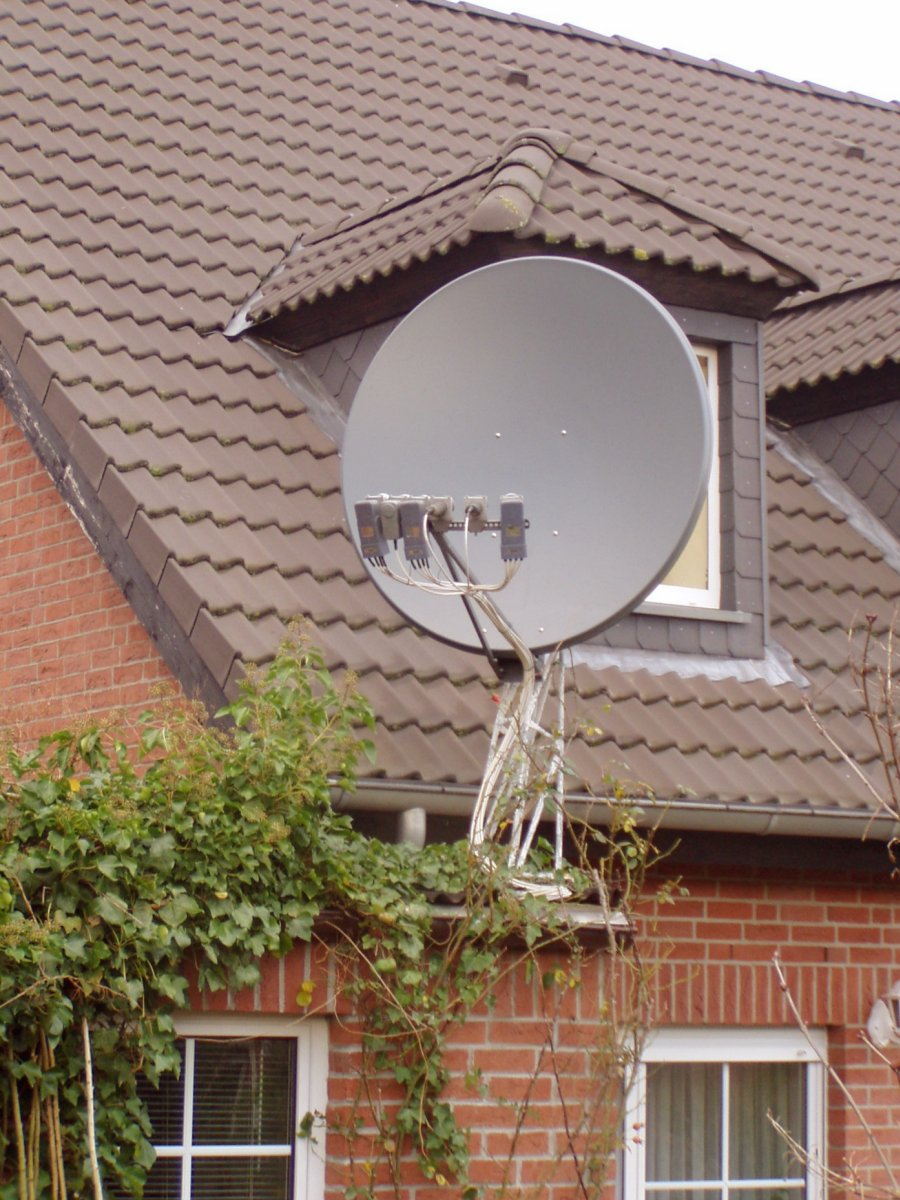
Eigenbau-Multifeed-Halterung an einem 125-cm-Offsetspiegel

Multifeed-Systeme sind problemlos auch mit Multischaltern kombinierbar, wenn pro Satellit ein Quattro-LNB verwendet wird, wobei Multischalter für viele Satelliten und viele Teilnehmer mitunter sehr teuer werden können. Es gibt Multischalter bis 32 ZF-Ebenen und 12 Teilnehmer. Da viele Satelliten nicht alle vier ZF-Ebenen abdecken, können Multischalter in dem Fall mehr Satelliten abdecken, als zu erwarten wäre (in diesem Fall also mehr als 8).
Neben der erwähnten Kombination aus Hot Bird 13° Ost und Astra 19,2° Ost ist folgende Kombination aus vier Satelliten verbreitet:
- Eutelsat Hot Bird, 13° Ost: frei empfangbare Sender fast jeder europäischen und nordafrikanischen Nation
- Astra 1, 19,2° Ost: viele frei empfangbare Sender aus Deutschland und verschlüsselte Sender aus Spanien und Frankreich
- Astra 3, 23,5° Ost: Sender aus Tschechien und den Niederlanden, beide zumeist verschlüsselt
- Astra 2, 28,2° Ost: viele frei empfangbare Sender aus Großbritannien, wobei die großen Sender sich nur im Westen Deutschlands ohne größeren Aufwand empfangen lassen

TechniSat bietet für diese Kombination eine fertig montierte Antenne mit 45 cm Durchmesser unter dem Namen Multytenne an, nur ist bei solch kleinen Spiegeldurchmessern keine Schlechtwetterreserve vorhanden. Da es sich um einen 4er-Monoblock handelt, gelten die oben genannten Einschränkungen. Als Receiver für bis zu 4 Positionen eignet sich jeder Digitalreceiver mit DiSEqC-1.0-Unterstützung.
Das nebenstehende Beispiel nutzt einen für Mitteleuropa mit 125 cm verhältnismäßig großen Parabolspiegel. Das wurde notwendig, weil die gewünschten Satellitenpositionen eine sehr dichte Montage der LNBs erfordern und somit einen relativ weit entfernten Fokus des Parabolspiegels benötigten. Von Astra 19,2° Ost über Eutelsat 16° Ost, Hotbird 13° Ost, Eutelsat 10° Ost, Astra 4 5° Ost bis Thor/Intelsat707 auf 1° West werden drei Satellitenpositionen über einen Multischalter in eine Hausanlage gespeist und weitere drei LNBs versorgen einen einzelnen Empfänger. Durch diese „Balkan-Lösung“ werden auf dem Einzelempfänger alle über Satellit verfügbaren Programme aus Bulgarien empfangen.

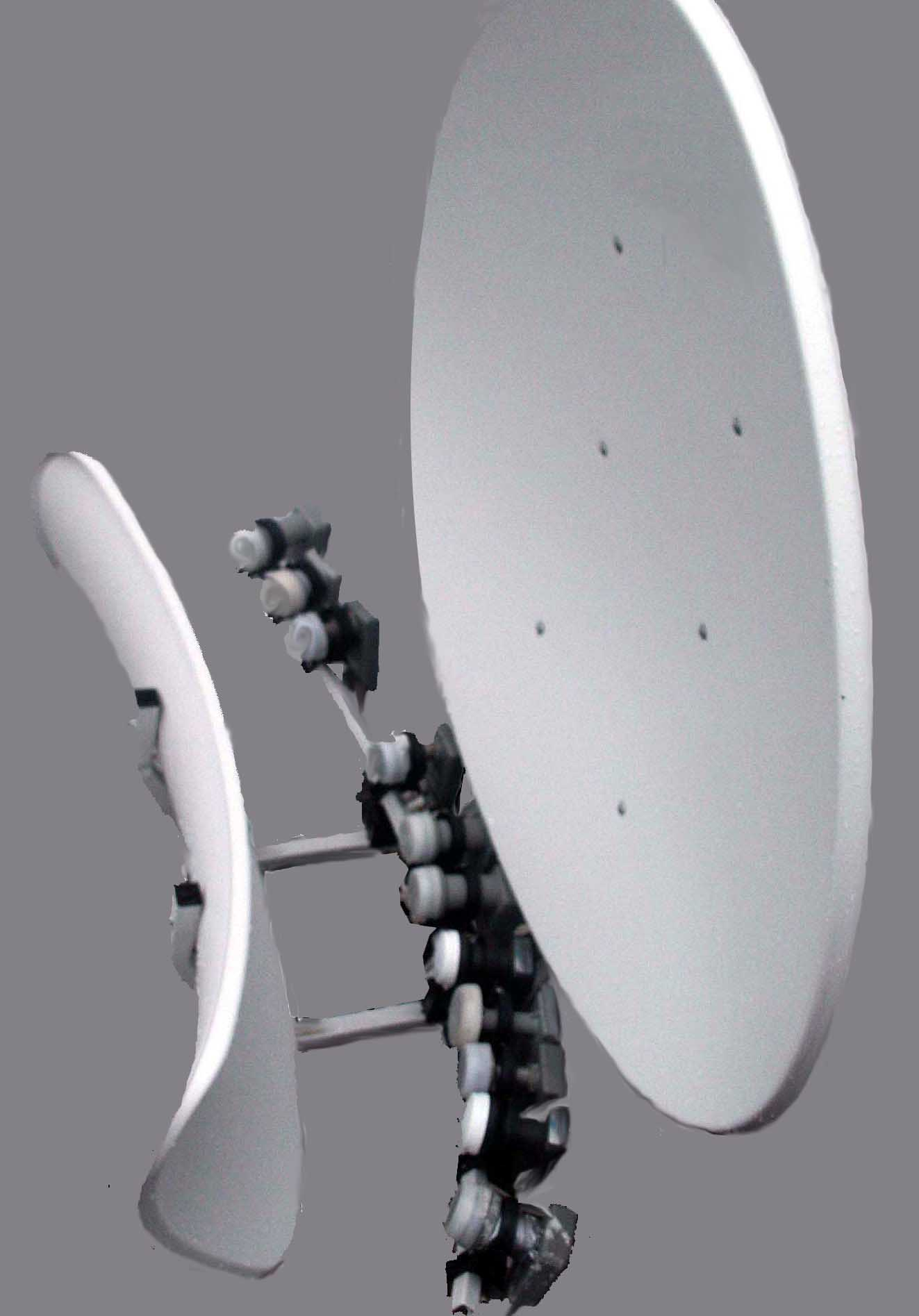
Multifeed-Spiegel für bis zu 16 Satelliten (Ku-Band), doppelte Reflexion

Auch gibt es Spiegel, welche so geformt sind, dass sich anstatt eines Brennpunkts eine Brennlinie ergibt. Mit einer 55-cm-Wavefrontier-Toroidal-Antenne lassen sich ca. 40° des Satellitenhimmels abdecken.
Die Empfangsleistung soll für jeden Satelliten in etwa einer 60-cm-Schüssel entsprechen (35,7 dB Antennengewinn). Wenn 3° Satellitenabstand erwünscht sind, gibt es auch größere Antennen, z. B. die T90, die einen Gewinn von etwa 39,7 dB Gain aufweist. Mit speziellen LNBs lassen sich dann auch für einige Satellitenpositionen Abstände von 2° realisieren.
Seit der kompletten Umstellung auf digitale Übertragung haben viele der Satelliten ihre Bedeutung für den privaten Fernsehempfang verloren. Wenn nicht ganz spezielle exotische Programme empfangen werden wollen, reichen in der Regel zwei bis maximal vier Satellitenpositionen völlig aus.

## Weitere Bedeutung
Außerdem bezeichnet Multifeed das mit einer Optionstaste verbundene Umschalten bei Sendern mit mehreren Optionkanälen, beispielsweise ESPN (amerikanischer Sportsender), Sky Sportportal, Sky Select und vielen weiteren.